# باسی فیلیپ
باسی فیلیپ (به انگلیسی: Busy Philipps) بازیگر آمریکایی و متولد ۲۵ ژوئن ۱۹۷۹ است.
ازفیلم و سریال های معروف او می‌توان به دختران سفید، ساقدوش، من نمیدونم، فریک‌ها و گیک‌ها و یک مورد از شما اشاره کرد.